# Zelluloidfilm
Zelluloidfilm (auch Nitrofilm) ist ein fotografischer Film mit Zelluloid als Ausgangsmaterial für den Träger der Bildschicht, der sogenannten Zelluloidunterlage. Er ersetzte die bis dahin üblichen Glasplatten.

## Geschichte und Entwicklung
Als Erfinder des Zelluloidfilms wird häufig George Eastman genannt, was jedoch nicht korrekt ist. Eastman stellte erstmals 1891, nach einigen Quellen 1889, einen beschichteten Rollfilm auf Basis des von John Wesley Hyatt entwickelten „Celluloïds“ vor, den so genannten American Film. Diesen hatte er teils von William Walker gekauft, teils durch Henry Reichenbach entwickeln lassen. Eastmans American Film ist eine Weiterentwicklung des Stripping-Films von 1884, einem Papierfilm.
Den biegsamen, farblosen, klardurchsichtigen Film hatte jedoch bereits 1887 der Geistliche Hannibal Goodwin erfunden und patentiert. Es folgte ein Rechtsstreit, der sich bis 1898 hinzog. In der Zwischenzeit baute Eastman sein fotografisches Imperium auf.
Nach einem langjährigen Prioritätsstreit wurde Goodwin das US-Patent 610'861 am 13. September 1898 als zu Recht bestehend zuerkannt. Die Eastman-Kodak-Gesellschaft musste an Goodwin eine Entschädigung in Millionenhöhe zahlen. Auch das US-Patent 417'202 vom 10. Dezember 1889 an Henry M. Reichenbach von der Eastman Dry Plate and Film Company steht Goodwins Anmeldung nach.
Die seit Ende des 19. Jahrhunderts bis weit in die 1950er Jahre verwendeten Filmträger auf Nitratbasis stellen eine akute Gefahr für Fotosammlungen und historische Filmarchive dar.
Nitrozellulose wird mit Schwefel- und Salpetersäure aus Baumwollresten, so genannten Linters, hergestellt. Dieses hochbrisante Gemenge ist nichts anderes als Schießbaumwolle und verfügt über eine höhere Sprengkraft als Schwarzpulver. Deshalb fallen Filme mit Nitrozelluloseträger heute unter das Bundessprengstoffgesetz.
Filme mit Zellulosenitrat als Träger verbrennen augenblicklich, fast explosionsartig, wenn sie mit Hitzequellen in Kontakt kommen. Wenn der Film vor der heißen Projektionslampe stehen bleibt, kann dies sehr unangenehme Folgen haben. Aus Sicherheitsgründen galt früher auch in vielen öffentlichen Verkehrsmitteln ein striktes Transportverbot für Kinofilm aus Zelluloid. Auch die Deutsche Bundespost nahm Filme erst zur Beförderung an, seit sie nicht mehr aus Zelluloid bestanden. Offiziell ab 1. Januar 1951 löste in Europa der so genannte Sicherheitsfilm den Zelluloidfilm ab. Seit 1950, in breiten Kreisen seit den 1980er Jahren, wird auch Polyesterfilm verwendet.
In Deutschland sollte bereits ab dem 1. April 1940 nur noch Sicherheitsfilm anstelle des Zelluloidfilms bei der Filmherstellung verwendet werden. Der Zweite Weltkrieg verhinderte dies jedoch.
Problematisch ist bei Zelluloidfilm auch das natürliche Altern, das nicht nur die Fotoemulsion betrifft, sondern auch den Träger. Früher wurde dem Problem durch Umkopieren auf Sicherheitsfilm begegnet (mit entsprechenden Verlusten bei jedem Kopierprozess), sofern der Inhalt diesen Aufwand rechtfertigte. Seit etwa dem Jahre 2001 sind die fotografischen Verluste so gering, dass die klassische Archiv-Technik ihre Berechtigung behält. Daneben erlaubt die Übertragung auf ein Digital Intermediate nicht nur die dauerhafte Restaurierung historischen Filmmaterials mit Mitteln der elektronischen Bildbearbeitung, sondern auch das verlustfreie Kopieren zu Sicherungszwecken.

## Lagerung
Wird Nitratfilm bei 21 °C und einer relativen Luftfeuchtigkeit von 50 % gelagert, so kann von einer Lebensdauer von bis zu 40 Jahren ausgegangen werden. Bei einer Tiefkühlung von −18 °C sollen sogar mehr als 400 Jahre möglich sein.

## Zersetzung

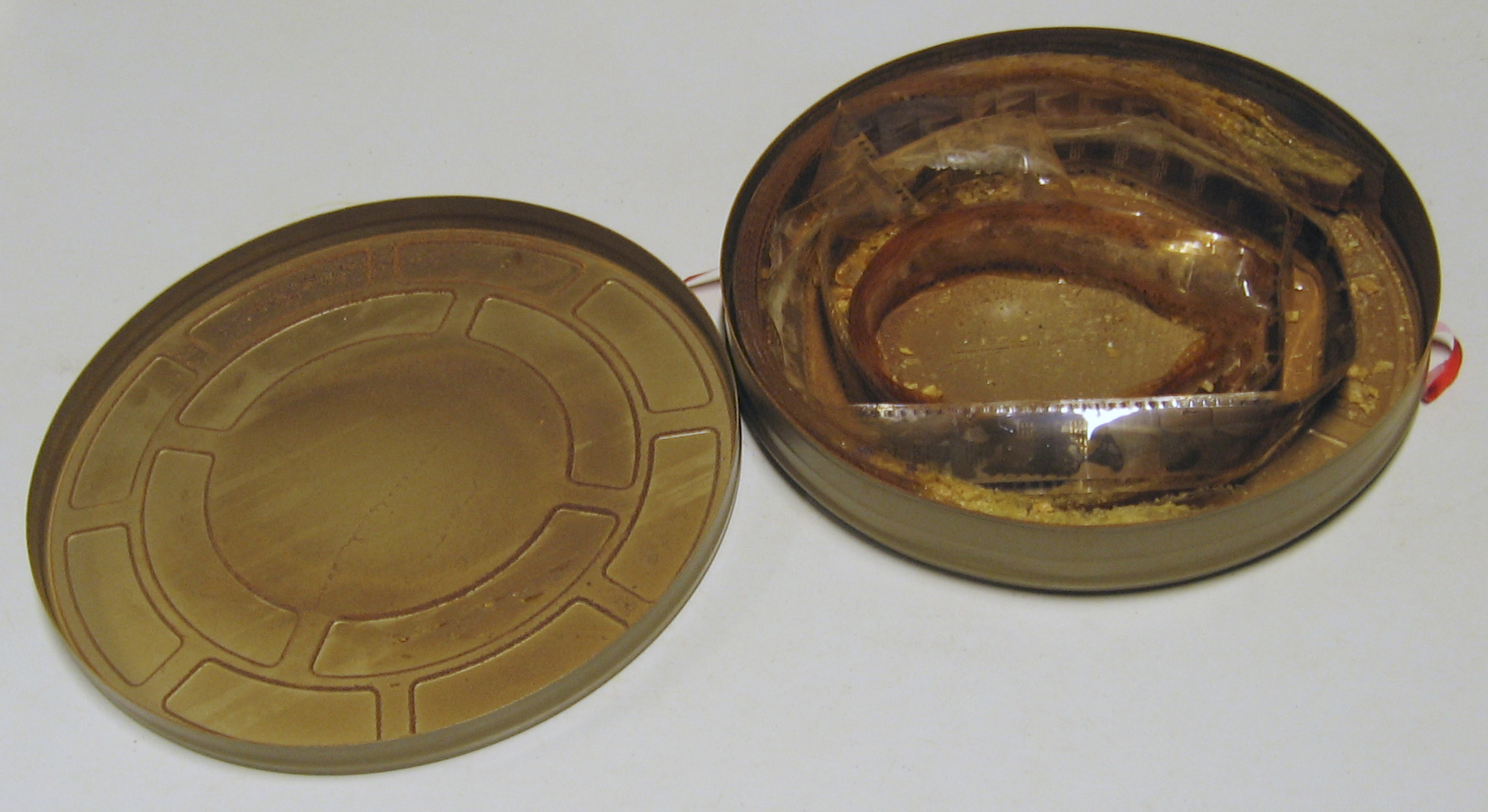
Filmdose mit zersetztem Nitratfilm

Bei Nitratfilmen lassen sich fünf Stadien der Zersetzung unterscheiden.
- Stadium 1: Der Film weist eine bernsteinfarbene Verfärbung auf, und das Bild bleicht aus. Ein leicht saurer Geruch ist feststellbar. Filmbehälter aus Blech haben an der Stelle, an der der Film längere Zeit anlag, einen Rostring.

- Stadium 2: Das Trägermaterial wird klebrig, die Filmstreifen kleben beim Abrollen zusammen. Ein leicht saurer Geruch ist feststellbar.

- Stadium 3: Teile des Films werden weich und beinhalten Gasblasen. Ein saurer Geruch wird verbreitet.

- Stadium 4: Die Filmrolle bäckt zusammen zu einer einzigen, weichen Masse. Die Oberfläche kann einen zähflüssigen Schaum aufweisen. Ein stark saurer, gesundheitsschädlicher Geruch wird verbreitet.

- Stadium 5: Der Film degeneriert in ein stoßempfindliches, braunes Pulver.

Filme in den Stadien 1 und 2 können noch umkopiert werden. Dafür sind eventuell spezielle Maschinen notwendig, die nicht in die Perforation des bereits verzogenen, welligen Films eingreifen, sondern den Transport anders bewerkstelligen.

## Trivia
- In den Filmen Cinema Paradiso und Inglourious Basterds wird die Brennbarkeit von Zelluloidfilm zum Thema gemacht.

- Am 27. September 1965 wurde in Frankfurt am Main das bis dahin schwerste Brandunglück nach dem Zweiten Weltkrieg durch Nitrozellulosefilm ausgelöst. Es forderte vier Menschenleben und mehrere Schwerverletzte.[4]